# Académie des inscriptions et belles-lettres
Académie des inscriptions et belles-lettres (AIBL) a fost fondată de Colbert în 1663 în Franța sub denumirea de „Mica Academie” (în franceză Petite Académie). Denumirea actuală a apărut în 1816. La început, Academia trebuia să stabilească inscripțiile și devizele monumentelor și medaliilor în onoarea lui Ludovic al XIV-lea. Ulterior, s-a orientat către istorie și arheologie. Integrată în Institut de France din 1795, ea continuă această misiune.

## Istorie și atribuții
Cunoscută sub numele de „Mica Academie” (în franceză Petite Académie) înainte de crearea sa oficială, ea s-a numit succesiv „Academia Regală de Inscripții și Medalii” (în franceză Académie royale des inscriptions et médailles), „Academia Regală de Inscipții și Litere Frumoase” (în franceză Académie royale des Inscriptions et belles-lettres), „Institutul Național de Științe și Arte, clasa de Literatură și Arte Frumoase” (în franceză Institut national des sciences et des arts, classe de littérature et beaux-arts) și „Institutul Național de Științe și Arte, clasa de Istorie și Literatură Antică” (în franceză Institut national des sciences et des arts, classe d'histoire et littérature anciennes) înainte de a-și găsi denumirea actuală la 21 martie 1816.
Misiunea Academiei era inițial să stabilească inscripțiile și devizele monumentelor și medaliilor în onoarea regelui Ludovic al XIV-lea. Pentru aceasta, trebuia să studieze medaliile și alte rarități, vechi și moderne, din cabinetul regelui, precum și vechile monumente ale Franței.
Foarte rapid, Academia a început să se ocupe de arheologie și istorie în sensul cel mai larg. Ordonanța din 16 iulie 1701, sub impulsul lui Jérôme Phélypeaux, secretar de stat la Casa Regelui, o transformă într-o adevărată instituție de stat. Existența sa este confirmată prin scrisori patente din februarie 1713, acordate de Ludovic al XIV-lea la castelul Marly.
Din 1717, data apariției primului volum, până în 1793, data dizolvării sale, Academia a publicat 317 memorii istorice, majoritatea consacrate Galiei și Evului Mediu: studii de geografie antică, literatură, științe auxiliare ale istoriei (epigrafie, numismatică, sigilografie etc.), istoria instituțiilor, obiceiurilor și tradițiilor.
Lucrările Academiei s-au bazat încă de la început pe documente arheologice și pe surse, dobândind astfel o reputație de calitate și seriozitate. Mai mulți academicieni sunt considerați printre fondatorii științei istorice în Franța: abatele Jean Lebeuf, Jean-Baptiste de La Curne de Sainte-Palaye, Louis-Georges de Bréquigny, contele de Caylus sau Nicolas Fréret, de exemplu. Academia a dobândit astfel un foarte mare prestigiu pe tot parcursul secolului al XVIII-lea.
Regulamentul din 22 decembrie 1786 concluzionează acest lucru, stabilind ca cercetarea istorică să fie principalul scop al instituției: 
„Obiectul principal și direct al Academiei fiind istoria, ea se va concentra în principal pe 1) studiul limbilor, în special al limbilor orientale și al limbilor greacă și latină; 2) studiul monumentelor de orice fel, monede, inscripții etc., referitoare la istoria antică și la istoria Evului Mediu […] 5) studiul științelor, artelor și meșteșugurilor antice, comparându-le cu cele moderne […]. ”
În timpul Revoluției Franceze, decretul din 27 noiembrie 1792 a interzis Academiilor regale să înlocuiască academicienii decedați, iar decretul din 8 august 1793 a ordonat desființarea „tuturor academiilor și societăților literare brevetate sau finanțate de Națiune”. Astfel, Academia Regală de Inscripții și Litere Frumoase a devenit a treia clasă (mai întâi „literatură și arte frumoase”, apoi „istorie și literatură veche”) a Institutului Franței, stabilită prin Constituția anului III (1795).
Ordonanța din 21 martie 1816 îi restituie denumirea de Académie des inscriptions et belles-lettres.
Académie des inscriptions et belles-lettres a fost la originea înființării Uniunii Academice Internaționale.
Astăzi, misiunile Academiei s-au extins considerabil, cu o predilecție pentru istoria Franței și a Galiei, lingvistică, arheologie și studii orientaliste.
Academia administrează mai multe fundații și acordă 28 de premii și medalii.

## Statut și organizare
De la câțiva membri sub Colbert, instituția a crescut rapid. Regulamentul din 1701, care a fost mult timp în vigoare, stabilește numărul membrilor săi la 40: 10 onorifici, 10 pensionari, 10 asociați liberi și 10 elevi. În 1715, li se adaugă șase asociați străini.
Ședințele se țineau inițial la Palatul Louvre, într-o sală de la parter. În 1805, a fost mutată la Palatul Institutului, împreună cu celelalte academii.
Academia este o persoană juridică de drept public cu statut special.

## Publicații
Academia asigură publicarea mai multor reviste, printre care Comptes rendus de l'Académie des inscriptions et belles-lettres și Journal des savants. De asemenea, publică Histoire littéraire de la France, lucrare începută în 1733 de către benedictinii Congregației de Saint-Maur.
De la Restaurare, munca a fost continuată de Académie des inscriptions et belles-lettres, care continuă și astăzi publicarea volumelor într-un ritm regulat.
Printre numeroasele colecții ale Academiei, se remarcă Mémoires de l'Académie (nouvelle série), care numără aproape 50 de volume la data de 12 februarie 2013; această serie în format in-4° înlocuiește din 1975 seriile publicate anterior sub titlurile Mémoires de l’Institut « Académie des Inscriptions et Belles-Lettres » și Mémoires des Divers Savants. Ea găzduiește lucrări științifice de prim rang, fiecare meritând să fie publicată într-un volum.

## Membri
Biroul pentru 2024:
- Președinte: Charles de Lamberterie;
- Vicepreședinte: Franciscus Verellen;
- Secretar perpetuu: Nicolas Grimal (ales în timpul comitetului secret din 21 ianuarie 2022).

Academia are 55 de fotolii, dintre care șase sunt ocupate de femei. Două locuri sunt vacante, cel al lui Olivier Picard (1940-2023) și cel al lui Jean Pierre Babelon (1931-2024).
Academia are și 40 de membri asociați străini, dintre care două sunt femei.